# جيم كالدر (لاعب اتحاد الرغبي)
جيم كالدر (بالإنجليزية: Jim Calder)‏ هو لاعب اتحاد الرغبي بريطاني، ولد في 20 أغسطس 1957 في هادينغتون (لوثيان الشرقية) في المملكة المتحدة.

## وصلات خارجية
- جيم كالدر عل موقع إسبنسكروم (الإنجليزية)